# Lars Olden Larsen
Lars Olden Larsen (Oslo, 17 settembre 1998) è un calciatore norvegese, attaccante del N.E.C..

## Carriera

### Club
Cresciuto nei settori giovanili di Årvoll e Vålerenga, nel 2018 viene acquistato dal KFUM Oslo, club di terza divisione; in due stagioni totalizza 63 presenze e 18 reti, contribuendo anche alla promozione in 1. divisjon. Nel 2020 si trasferisce al Mjøndalen, con cui debutta nell'Eliteserien il 16 giugno, in occasione dell'incontro pareggiato per 0-0 contro lo Stabæk. Realizza la sua prima rete in campionato il 16 maggio, nell'incontro vinto per 0-3 contro il Sandefjord.
Nel febbraio 2022 viene ceduto ai russi del Nižnij Novgorod, ma qui la sua permanenza dura poco più di un mese, per poi essere ingaggiato dagli svedesi dell'Häcken sfruttando la possibilità data dalla FIFA ai giocatori tesserati con i club russi di sospendere il proprio contratto. Nel corso dell'Allsvenskan 2022 contribuisce, con 4 gol e 2 assist in 19 presenze, alla conquista del primo storico titolo nazionale del club giallonero. Inizia all'Häcken anche l'Allsvenskan 2023 in cui continua a fornire buone prestazioni con 5 reti e 5 assist in 12 incontri, poi a giugno lascia la squadra.
Il 14 giugno 2023, all'indomani della notizia della sua partenza dall'Häcken, Olden Larsen viene ingaggiato dagli olandesi del N.E.C., a cui si trasferisce a titolo definitivo con un contratto fino all'estate 2027.

### Nazionale
Ha giocato nelle nazionali giovanili norvegesi Under-18 ed Under-21.

## Statistiche

### Presenze e reti nei club
Statistiche aggiornate al 16 luglio 2023.
| Stagione         | Squadra          | Campionato       | Campionato | Campionato | Coppe nazionali | Coppe nazionali | Coppe nazionali | Coppe continentali | Coppe continentali | Coppe continentali | Altre coppe | Altre coppe | Altre coppe | Totale | Totale |
| Stagione         | Squadra          | Comp             | Pres       | Reti       | Comp            | Pres            | Reti            | Comp               | Pres               | Reti               | Comp        | Pres        | Reti        | Pres   | Reti   |
| ---------------- | ---------------- | ---------------- | ---------- | ---------- | --------------- | --------------- | --------------- | ------------------ | ------------------ | ------------------ | ----------- | ----------- | ----------- | ------ | ------ |
| 2018             | KFUM Oslo        | 2D               | 26+4       | 5+2        | CN              | 2               | 0               |                    | -                  | -                  |             | -           | -           | 32     | 7      |
| 2019             | KFUM Oslo        | 1D               | 26+2       | 9+1        | CN              | 3               | 1               |                    | -                  | -                  |             | -           | -           | 31     | 11     |
| Totale KFUM Oslo | Totale KFUM Oslo | Totale KFUM Oslo | 52+6       | 14+3       |                 | 5               | 1               |                    | -                  | -                  |             | -           | -           | 63     | 18     |
| 2020             | Mjøndalen        | ES               | 28+1       | 0          |                 | -               | -               |                    | -                  | -                  |             | -           | -           | 29     | 0      |
| 2021             | Mjøndalen        | ES               | 30         | 8          | CN              | 2               | 0               |                    | -                  | -                  |             | -           | -           | 32     | 8      |
| Totale Mjøndalen | Totale Mjøndalen | Totale Mjøndalen | 58+1       | 8+0        |                 | 2               | 0               |                    | -                  | -                  |             | -           | -           | 61     | 8      |
| feb.-mar. 2022   | Nižnij Novgorod  | PL               | 3          | 0          | CR              | 1               | 0               |                    | -                  | -                  |             | -           | -           | 4      | 0      |
| 2022             | Häcken           | A                | 19         | 4          | CS              | 1               | 0               |                    | -                  | -                  |             | -           | -           | 20     | 4      |
| gen.-giu. 2023   | Häcken           | A                | 12         | 5          | CS              | 5               | 3               |                    | -                  | -                  |             | -           | -           | 17     | 8      |
| Totale Häcken    | Totale Häcken    | Totale Häcken    | 31         | 9          |                 | 6               | 3               |                    | -                  | -                  |             | -           | -           | 37     | 12     |
| 2023-2024        | N.E.C.           | ED               | 0          | 0          | CO              | 0               | 0               |                    | -                  | -                  |             | -           | -           | 0      | 0      |
| Totale carriera  | Totale carriera  | Totale carriera  | 144+7      | 31+3       |                 | 14              | 4               |                    | -                  | -                  |             | -           | -           | 165    | 38     |

## Palmarès

### Club

#### Competizioni nazionali
- Campionato svedese: 1

Häcken: 2022
- Coppa di Svezia: 1

Häcken: 2022-2023